# サーバ型放送
サーバ型放送（サーバがたほうそう）とは、デジタル放送において放送・通信回線で配信された番組と連動コンテンツ・メタデータを
受信端末（ホームサーバ）の記録装置に蓄積し、それらを用いて実現することができる高度な視聴サービス。
蓄積型放送とも呼ばれる。

## 概要
次世代デジタル放送システムの国際標準仕様の策定を目的としたTV Anytime Forumに、日本も参加するために行われた総務省の答申『「大容量蓄積機能を活用するデジタル放送方式に関する技術条件」に対する答申』（総務省情報通信審議会諮問第2003号　2002年9月30日）によって発案され、NHK・民放・家電メーカーによって組織された任意団体「サーバー型放送運用規定作成プロジェクト」によって2006年に日本国内で規格が策定された。
日本国内では、「ARIB STD-B38 サーバー型放送における符号化、伝送及び蓄積制御方式｣（2003年2月6日策定　社団法人電波産業会）・「ARIB TR-B27 サーバー型放送技術資料」（2006年9月28日策定　社団法人電波産業会）が標準規格として定められている。

## 主な機能
- ダイジェスト視聴

メタデータを使い、端末に蓄積された番組の中から見たいシーンのみを再生する。例えば、スポーツ中継ではハイライトシーンのみを再生することができる。
- マルチシナリオ視聴

端末に蓄積された放送番組と、連動コンテンツを組み合わせるもの。例えば、学校教育番組で化学実験を放送し、番組テキストや実験器具の使用法をデータ放送・通信回線で配信するなどができる。
- 番組リクエスト視聴

通信回線を使って過去に放送・配信した番組や、見逃した番組を視聴することができる。いわゆるビデオ・オン・デマンド。
- 番組自動録画

番組名・出演者・視聴履歴などのメタデータを使って、視聴者の嗜好にあった番組を自動録画する。
- 課金機能

視聴時に課金するペイ・パー・ビューや、DVDに記録する際に課金することができる。
- 視聴制御

限定受信システムやコピーコントロール機能・再生制御機能を使って、不正コピーの防止やCMスキップを禁止することができる。

## 世界での展開

### 日本
2002年7月に世界で初めて、通信衛星を使用したCS放送プラットワンの055・056chにて、蓄積型双方向放送サービス「ep」の名称で放送開始。しかし魅力のあるコンテンツが少なく、また受信端末「epステーション」が高価で使い勝手が悪く、パソコン・ブロードバンド回線・ハードディスクレコーダーが急速に普及したことによって利用者が伸び悩み、2004年4月にサービス終了。
epはサービス終了後の2007年10月に、CSデジタルテレビジョン放送「ショップチャンネル」（スカパー!220ch）に転換した。
2004年8月から9月にかけて、サーバ型放送の本格的な実用化に向けて、サンテレビの地上デジタルテレビジョン放送にて視聴制御・課金の実証実験が実施された。
日本放送協会（NHK）・WOWOWは、2005年度中に放送衛星を使ったサーバ型放送サービスを開始する予定であったが、周波数の割り当てを受けられる可能性が低くなったため、両社ともにブロードバンド回線を利用したビデオ・オン・デマンドサービス（NHKオンデマンド、WOWOW動画・WOWOWプレミアム オンデマンド）に転換した。
また2012年4月にサービスを開始したNOTTVではマルチメディア放送の規格ISDB-Tmmを使用し、「プッシュキャスト」と呼ばれる蓄積型放送機能を搭載していたものの、こちらも伸び悩み2016年6月でサービスを終了している。

### アメリカ
マルチメディア放送規格MediaFLOにおいて、2007年より「Clipcasting」の名称で一部地域でサービスが開始された。